# Radzyń Podlaski
Radzyń Podlaski ist eine polnische Stadt im Powiat Radzyński in der Woiwodschaft Lublin. Sie ist auch Sitz des Powiat Radzyński.

## Geographie

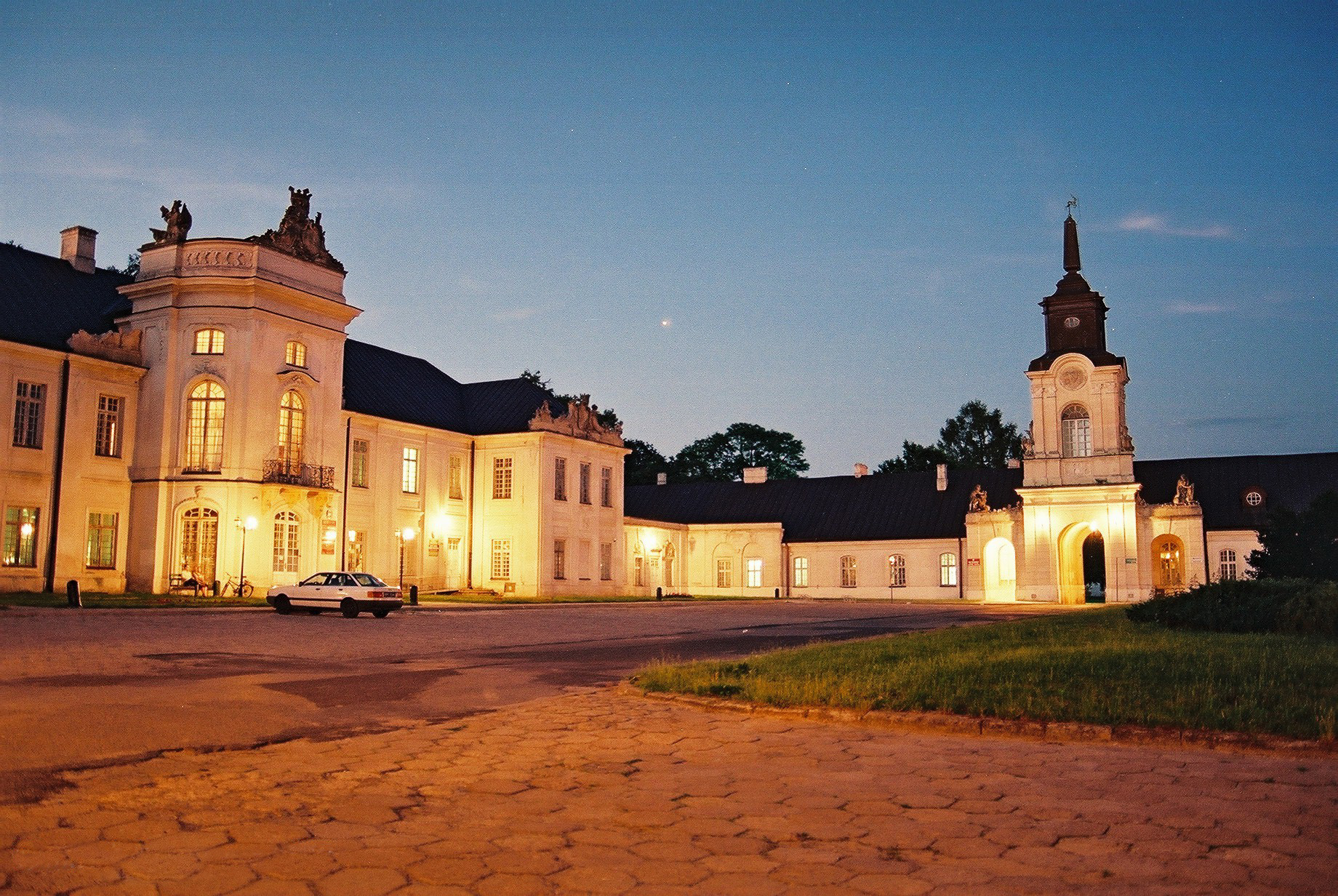
Burg

Radzyń Podlaski liegt am Rand der Łukowski-Ebene rund 60 km nördlich von Lublin. Die Stadt wird durch den Fluss Białka in zwei Hälften geteilt.

## Geschichte
Radzyń Podlaski erhielt 1468 das Stadtrecht.
1975–1998 gehörte die Stadt zur Woiwodschaft Biała Podlaska.

## Gmina
- Die Stadt Radzyń Podlaski bildet eine Stadtgemeinde.
- Die eigenständige Landgemeinde Radzyń Podlaski hat eine Fläche von 155,17 km². Zu ihr gehören 20 Ortschaften mit einem Schulzenamt.

## Sehenswürdigkeiten

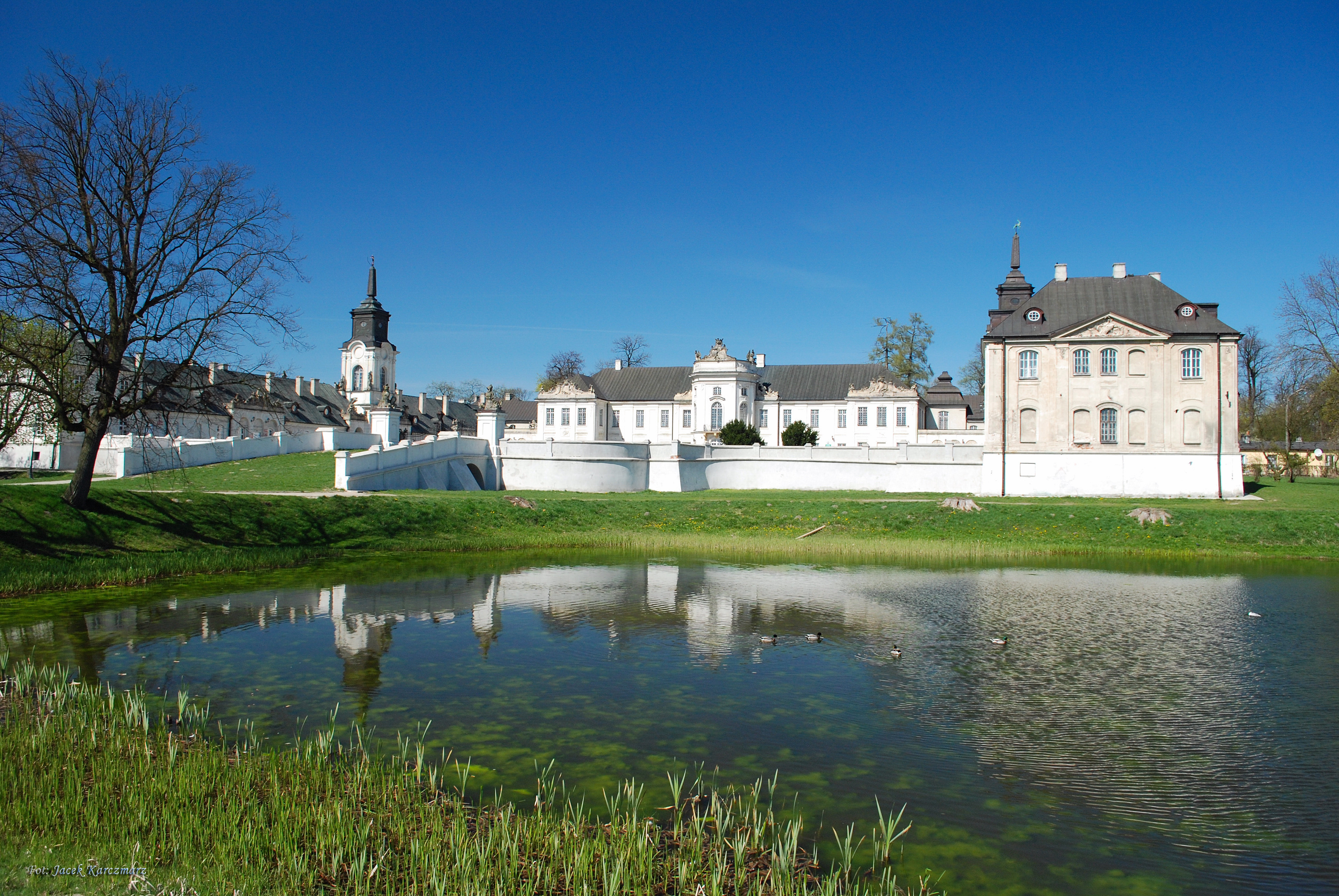
Potocki-Palast

- Potocki-Palast aus dem 18. Jahrhundert.

## Partnerstädte
- Egyek, Ungarn

## Sport
- Orleta Radzyn Podlaski, Fußball 3. Liga

## Söhne und Töchter der Stadt
- Ignacy Potocki (1750–1809), Schriftsteller
- Karol Józef Lipiński (1790–1861), Violinist, Komponist und Operndirigent
- Zenon Przesmycki (1861–1944), Dichter
- Shmuel Shlomo Leiner (1909–1942), Rabbiner
- Stanisław Kamiński (1919–1986), Philosoph
- Marian Filipiuk (* 1941), Sprinter
- Włodzimierz Nahorny (* 1941), Jazzmusiker und Komponist
- Andrzej Dzięga (* 1952), römisch-katholischer Erzbischof